# Parc Natural de Pocets-Maladeta
|  | Aquest article tracta sobre un parc natural al Pirineu aragonés. Vegeu-ne altres significats a «Maladeta». |

El Parc Natural de Pocets-Maladeta fou declarat Parc per Llei la 3/1994, del 23 de juny, de les Corts d'Aragó, amb la finalitat de preservar els seus valors naturals, vegetació, flora i formacions geomorfològiques. El parc inclou alguns termes municipals de la Franja de Ponent com Benasc (Benás, en parla benasquesa), Montanui i Saünc a més a més dels de Gistain (Chistén) i Sant Joan de Pla i comprèn una extensió de 33.267 hectàrees.
És el parc amb major nombre de cims per sobre dels 3.000 metres. La seva altitud va des dels 1.500 metres al fons de la vall als 3.404 metres del cim de l'Aneto. Hi destaquen les tretze glaceres, amb prop de 350 ha., en els massissos Pocets, Perdiguero i Maladeta. Dins o a prop del Parc hi ha més de 95 llacs d'origen glacial de distintes dimensions i característiques. En destaquen Cregüenya i Batisielles. Compta amb una vall penjada. El parc és el refugi de més de deu espècies animals (mamífers i aus) i d'una trentena d'espècies vegetals de gran interès biològic.
El Centre de Visitants del Parc es troba a Benasc.

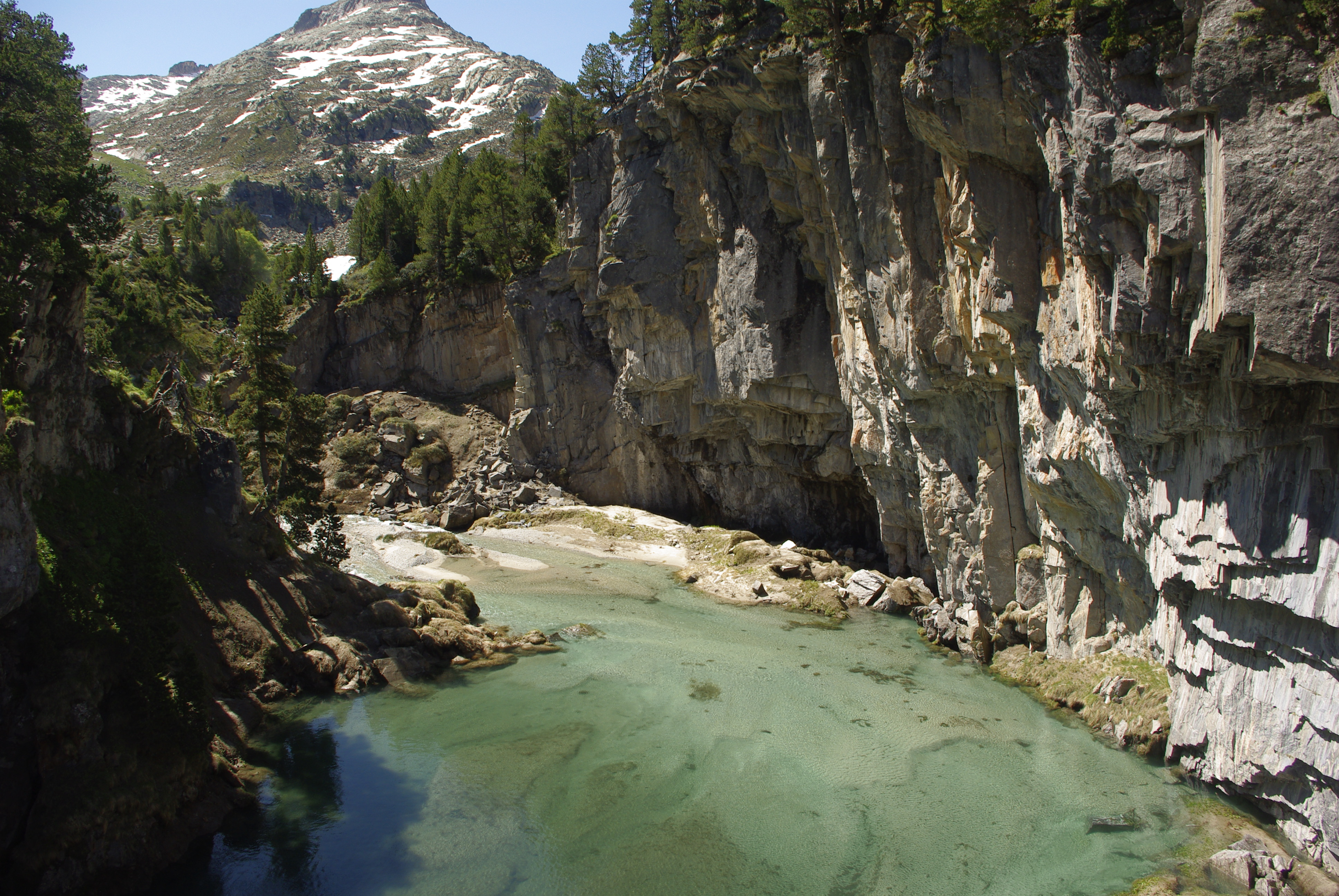
Parc Natural de Pocets-Maladeta
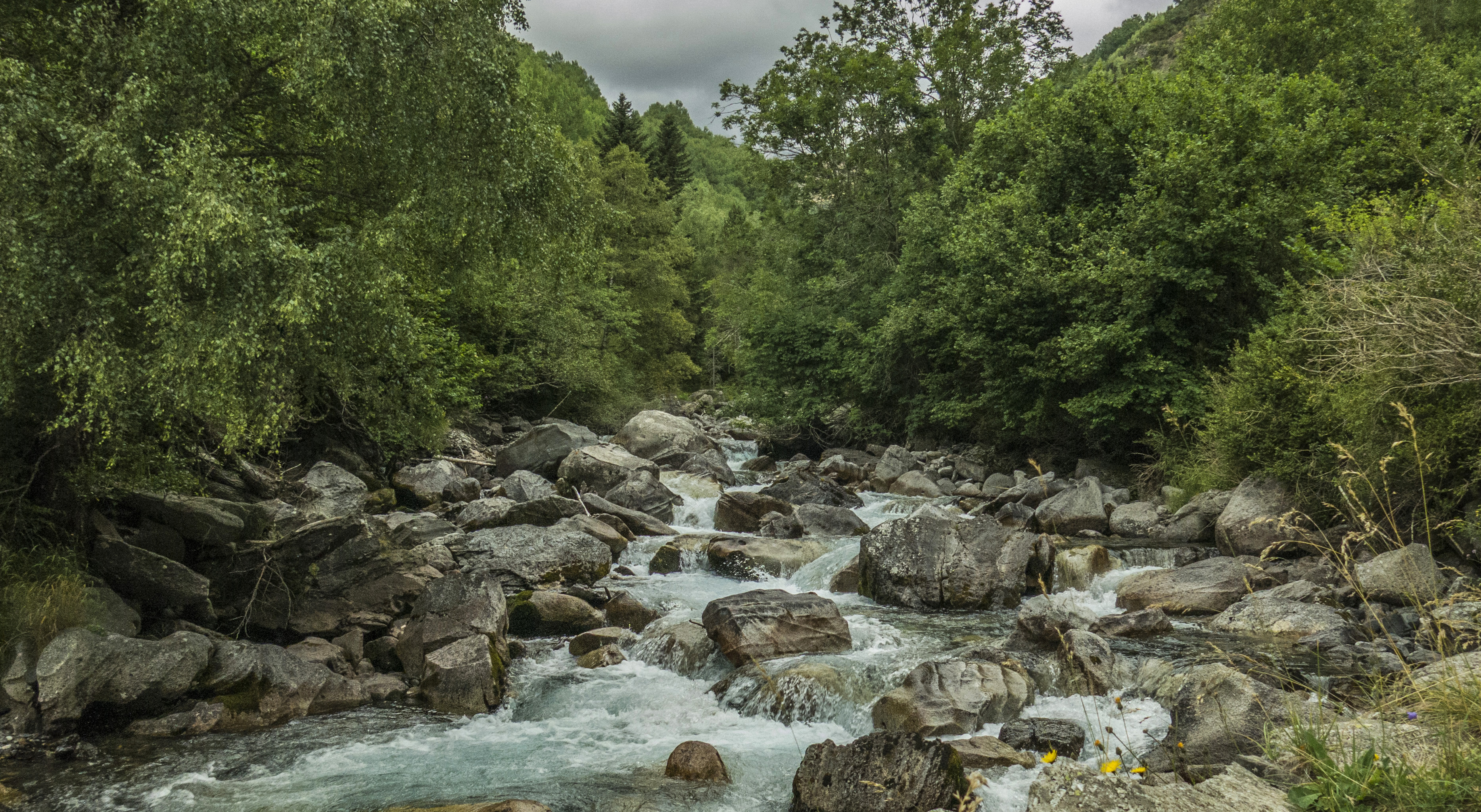
Riu Estós